# Sport Club Suzzara 1947-1948
Questa voce raccoglie le informazioni riguardanti lo Sport Club Suzzara nelle competizioni ufficiali della stagione 1947-1948.

## Rosa
| N. |                   | Ruolo | Calciatore          |
| -- | ----------------- | ----- | ------------------- |
|    | Italia (bandiera) | A     | G. Albinelli        |
|    | Italia (bandiera) | A     | F. Aldovandi        |
|    | Italia (bandiera) | A     | A. Bertoni          |
|    | Italia (bandiera) | A     | Bezzi               |
|    | Italia (bandiera) | P     | Giacomo Blason      |
|    | Italia (bandiera) | C     | Ermelindo Bonilauri |
|    | Italia (bandiera) | A     | Eraldo Borrini      |
|    | Italia (bandiera) | C     | Ido Catelli         |
|    | Italia (bandiera) | A     | Gino Corradini      |
|    | Italia (bandiera) | A     | Alberto De Negri    |
|    | Italia (bandiera) | A     | N. Franzini         |

| N. |                   | Ruolo | Calciatore              |
| -- | ----------------- | ----- | ----------------------- |
|    | Italia (bandiera) | A     | F. Gambini              |
|    | Italia (bandiera) | C     | Spartaco Griffith       |
|    | Italia (bandiera) | P     | Mari                    |
|    | Italia (bandiera) | C     | Antenore Marmiroli (I)  |
|    | Italia (bandiera) | A     | Giuseppe Marmiroli (II) |
|    | Italia (bandiera) | C     | Ezio Meneghello         |
|    | Italia (bandiera) | C     | Giovanni Menozzi        |
|    | Italia (bandiera) | A     | Montaldi                |
|    | Italia (bandiera) | C     | C. Pavarini             |
|    | Italia (bandiera) | D     | Enus Ricchi             |
|    | Italia (bandiera) | A     | Dario Rizzoni           |

## Risultati

### Campionato

#### Girone di andata
| 5 dicembre 1947 1ª giornata | SPAL | 4 – 1 | Suzzara |  |

| 21 settembre 1947 2ª giornata | Suzzara | 1 – 1 | Centese |  |

| 5 ottobre 1969 3ª giornata | Treviso | 2 – 1 | Suzzara |  |

| 24 agosto 4ª giornata | Suzzara | 2 – 1 | Cremonese |  |

| 12 ottobre 1947 5ª giornata | Mantova | 1 – 1 | Suzzara |  |

| 19 ottobre 1947 6ª giornata | Suzzara | 2 – 1 | Carrarese P. Binelli |  |

| 26 ottobre 1947 7ª giornata | Bolzano | 3 – 0 | Suzzara |  |

| 2 novembre 1947 8ª giornata | Venezia | 2 – 0 | Suzzara |  |

| 19 dicembre 1965 9ª giornata | Suzzara | 1 – 3 | Reggiana |  |

| 23 novembre 1947 10ª giornata | Suzzara | 1 – 1 | Verona |  |

| 30 novembre 1947 11ª giornata | Piacenza | 1 – 0 | Suzzara |  |

| 7 dicembre 1947 12ª giornata | Suzzara | 4 – 3 | Udinese |  |

| 5 maggio 1946 13ª giornata | Prato | 2 – 0 | Suzzara |  |

| 20 ottobre 1946 14ª giornata | Suzzara | 1 – 0 | Parma |  |

| 4 gennaio 1948 15ª giornata | Padova | 4 – 0 | Suzzara |  |

| 30 novembre 1975 16ª giornata | Suzzara | 3 – 0 | Pistoiese |  |

| 5 ottobre 1947 17ª giornata | Suzzara | 2 – 0 | Pro Gorizia |  |

#### Girone di ritorno
| 15 febbraio 1948 18ª giornata | Suzzara | 0 – 0 | SPAL |  |

| 22 febbraio 1948 19ª giornata | Centese | 2 – 1 | Suzzara |  |

| 29 febbraio 1948 20ª giornata | Suzzara | 0 – 1 | Treviso |  |

| 7 marzo 1948 21ª giornata | Cremonese | 3 – 1 | Suzzara |  |

| 14 marzo 1948 22ª giornata | Suzzara | 0 – 3 | Mantova |  |

| 21 marzo 1948 23ª giornata | Carrarese P. Binelli | 0 – 0 | Suzzara |  |

| 28 marzo 1948 24ª giornata | Suzzara | 1 – 0 | Bolzano |  |

| 11 aprile 1948 25ª giornata | Suzzara | 0 – 0 | Venezia |  |

| 17 aprile 1948 26ª giornata | Reggiana | 3 – 1 | Suzzara |  |

| 25 aprile 1948 27ª giornata | Verona | 3 – 1 | Suzzara |  |

| 2 maggio 1948 28ª giornata | Suzzara | 0 – 2 | Piacenza |  |

| 9 maggio 1948 29ª giornata | Udinese | 1 – 0 | Suzzara |  |

| 23 maggio 1948 30ª giornata | Suzzara | 0 – 2 | Prato |  |

| 30 maggio 1948 31ª giornata | Parma | 3 – 2 | Suzzara |  |

| 6 giugno 1948 32ª giornata | Suzzara | 1 – 2 | Padova |  |

| 13 giugno 1948 33ª giornata | Pistoiese | 2 – 1 | Suzzara |  |

| 20 giugno 1948 34ª giornata | Pro Gorizia | 1 – 0 | Suzzara |  |